# Core i7 Extreme
Core i7 Extreme è il nome commerciale di una serie di microprocessori x86 di nona generazione sviluppati da Intel e presentati il 17 novembre 2008.
Le CPU Core i7 Extreme, insieme alle controparti di fascia medio alta Core i7, sono state le prime incarnazioni della nuova architettura Nehalem, successiva alla Intel Core Microarchitecture, e che andrà progressivamente a sostituire in tutti i settori di mercato, prendendo gradualmente il posto dei Core 2 Duo, Core 2 Quad e Core 2 Extreme.
Come ormai abitudine da parte di Intel, i processori "Extreme" vengono proposti per la fascia più alta del mercato desktop (e in un secondo tempo anche mobile), e oltre ad avere valori di clock più elevati, vengono anche accompagnati dalla presenza del moltiplicatore sbloccato sia verso il basso che verso l'alto in modo da semplificare le operazioni di overclock tipiche di questa fascia di utenti.
La nuova architettura, comune anche al "fratello" minore Core i7, deriva in parte dalla "Core" dei predecessori, ma Intel ha comunque dichiarato che le innovazioni apportate sono talmente tante che è assolutamente doveroso considerare il nuovo progetto come un salto generazionale e non solo come un affinamento.

## Alcune innovazioni di Core i7 Extreme rispetto a Core 2 Extreme
Sebbene per il progetto della nuova architettura Intel si sia ispirata profondamente alla precedente "Core" dei Core 2 Duo e Core 2 Quad, esistono molteplici differenze tra i nuovi processori e quelli di precedente generazione. Di seguito vengono riportate le principali, per il cui approfondimento si rimanda alle voci principali, relative all'architettura (Nehalem) e ai processori da essa derivati:
- Nuovo socket (LGA 1366 per i modelli basati su core Bloomfield e mPGA 989 per quelli basati su core Clarksfield).
- Controller della memoria RAM integrato nel processore e non più Northbridge del chipset.
- Nuovo bus seriale Intel QuickPath Interconnect (QPI) in sostituzione del precedente bus Quad Pumped originariamente introdotto con le CPU Pentium 4 e l'architettura NetBurst (solo nelle versioni basate su Bloomfield).
- Progetto a quattro core nativo, ovvero i quattro core vengono realizzati a Die Monolitico, e non unendo due die dual core in un unico package, come avviene nei precedenti processori a quattro della casa, Core 2 Quad.
- Nuova incarnazione della tecnologia Hyper-Threading, ora chiamata Simultaneous Multi-Threading in grado di mostrare al sistema operativo il doppio dei core "fisici" presenti nel sistema.
- Nuova gerarchia della cache, ora a tre livelli.
- Necessità di un nuovo chipset, appartenente alla famiglia Tylersburg o Ibex Peak-M.

## Caratteristiche principali

### Bloomfield
Il core Bloomfield è stato il primo esponente della famiglia Core i7 Extreme ed è arrivato il 17 novembre 2008 insieme alle prime versioni commercializzate come Core i7. Bloomfield è un processore a 4 core costruito a 45 nm e dotato sia del controller per la memoria RAM a 3 canali, sia del nuovo BUS seriale Intel QuickPath Interconnect (QPI) e pensato per il settore desktop di fascia più alta.

### Clarksfield
Il core Clarksfield è il primo processore ad essere basato sulla nuova architettura e ad essere pensato per il settore mobile. A differenza del core Bloomfield, utilizza un differente socket, l'mPGA 989, e integra il supporto diretto allo standard di interconnessione PCI Express per la gestione delle schede video; a questo si contrappone invece l'assenza del nuovo BUS seriale QPI e il supporto per la memoria RAM a 2 soli canali. Ovviamente anche il clock massimo e il consumo complessivo sono decisamente più ridotti, dato l'ambito applicativo.

### Gulftown
Gulftown è il primo processore esa-core ad essere basato sull'architettura Nehalem (anzi, sulla sua evoluzione Westmere). Intel ha confermato che esso continuerà ad appartenere alla famiglia Core i7 Extreme e probabilmente anche Core i7, ma non ci sono ancora conferme in tal senso. Il primo modello prodotto è stato il "Core i7 Extreme 980X" con 3,33 GHz, HyperThreading a 32 nanometri e socket LGA 1366 (il cui debutto è stato il 16 marzo 2010), un processore dotato sia del controller per la memoria RAM, sia del BUS seriale Intel QuickPath Interconnect (QPI), mentre la dotazione di cache L3 che ora arriva fino a 12 MB; le altre caratteristiche quali socket e consumo massimo invece, sono le stesse del Core i7 Bloomfield, ovvero LGA 1366 e 130 W. Ora il modello "990X" arriva a 3,46 GHz, i quali però si elevano a 3,73 GHz mentre è in funzione la modalità turbo.

### Sandy Bridge-E
Sandy Bridge-E è l'evoluzione dell'architettura Sandy Bridge, che intel utilizza per i prodotti di fascia media e bassa. Rispetto alla precedente architettura i processori basati su Sandy Bridge-E integrano una maggior quantità di cache L3 (15 MB) e dispongono di una versione migliorata del turbo boost, che permette di raggiungere frequenze più elevate in base al carico di lavoro.

## Modelli
La tabella seguente mostra i modelli di Core i7 Extreme arrivati sul mercato. Molti di questi condividono caratteristiche comuni pur essendo basati su diversi core; per questo motivo, allo scopo di rendere maggiormente evidente tali affinità e "alleggerire" la visualizzazione alcune colonne mostrano un valore comune a più righe. Di seguito anche una legenda dei termini (alcuni abbreviati) usati per l'intestazione delle colonne:
- Nome Commerciale: si intende il nome con cui è stato immesso in commercio quel particolare esemplare.
- Data: si intende la data di immissione sul mercato di quel particolare esemplare.
- Socket: lo zoccolo della scheda madre in cui viene inserito il processore. In questo caso il numero rappresenta oltre al nome anche il numero dei pin di contatto.
- N°C.: sta per "numero di core" e si intende il numero di core montati sul package: 1 se "single core", 2 se "dual core", 4 se "quad core", ecc.
- Clock: la frequenza di funzionamento del processore.
- Molt.: sta per "Moltiplicatore" ovvero il fattore di moltiplicazione per il quale bisogna moltiplicare la frequenza di bus per ottenere la frequenza del processore.
- Pr.Prod.: sta per "Processo produttivo" e indica tipicamente la dimensione dei gate dei transistors (180 nm, 130 nm, 90 nm) e il numero di transistor integrati nel processore espresso in milioni.
- Voltag.: sta per "Voltaggio" e indica la tensione di alimentazione del processore.
- Watt: si intende il consumo massimo di quel particolare esemplare.
- Ram: indica la presenza del controller per la memoria RAM integrato nel processore, il numero di canali supportati e la frequenza massima.
- Bus: frequenza del BUS interno alla CPU.
- QPI: velocità del BUS seriale introdotto da Intel con l'architettura Nehalem e che mette in comunicazioni i processori tra loro e con il chipset. La sua velocità viene indicata in GT/s invece che in MHz.
- PCI: indica la presenza del controller PCI Express 2.0 per la gestione delle schede video discrete e il numero di linee per ogni slot.
- Cache: dimensione delle cache di 1º,2º e 3º livello.
- XD: sta per "XD-bit" e indica l'implementazione della tecnologia di sicurezza che evita l'esecuzione di codice malevolo sul computer.
- 64: sta per "EM64T" e indica l'implementazione della tecnologia a 64 bit di Intel.
- HT: sta per "Hyper-Threading" e indica l'implementazione della esclusiva tecnologia Intel che consente al sistema operativo di vedere 2 core "logici" per ogni core "fisico".
- ST: sta per "SpeedStep Technology" ovvero la tecnologia di risparmio energetico sviluppata da Intel e inserita negli ultimi Pentium 4 Prescott serie 6xx per contenere il consumo massimo.
- TM: sta per "Turbo Mode" ovvero la tecnologia che aumenta il clock dei soli core utilizzati in modo da velocizzare l'elaborazione di quelle particolari applicazioni che non sono in grado di sfruttare adeguatamente un processore multi core.
- VT: sta per "Vanderpool Technology", la tecnologia di virtualizzazione che rende possibile l'esecuzione simultanea di più sistemi operativi differenti contemporaneamente.
- Core: si intende il nome in codice del progetto alla base di quel particolare esemplare.

| Settore Desktop                | Settore Desktop   | Settore Desktop | Settore Desktop | Settore Desktop     | Settore Desktop | Settore Desktop        | Settore Desktop | Settore Desktop | Settore Desktop | Settore Desktop | Settore Desktop | Settore Desktop      | Settore Desktop              | Settore Desktop | Settore Desktop | Settore Desktop | Settore Desktop | Settore Desktop | Settore Desktop | Settore Desktop |
| Nome Commerciale               | Data              | Socket          | N°C.            | Clock               | Molt.           | Pr.Prod.               | Voltag.         | Watt            | Ram             | Bus             | QPI             | PCI                  | Cache                        | XD              | 64              | HT              | ST              | TM              | VT              | Core            |
| ------------------------------ | ----------------- | --------------- | --------------- | ------------------- | --------------- | ---------------------- | --------------- | --------------- | --------------- | --------------- | --------------- | -------------------- | ---------------------------- | --------------- | --------------- | --------------- | --------------- | --------------- | --------------- | --------------- |
| Core i7-965 Extreme Edition    | 17 novembre 2008  | 1366            | 4               | 3,2 GHz (3,46 GHz)  | 24x             | 45 nm 731 mil.         | 1,4 V           | 130 W           | 3-DDR3 1066     | 133 MHz         | 6,4 GT/s        | ---                  | L1=4x64KB L2=4x256KB L3=8MB  | Sì              | Sì              | Sì              | Sì              | Sì              | Sì              | Bloomfield      |
| Core i7-975 Extreme Edition    | 3 giugno 2009     | 1366            | 4               | 3,33 GHz (3,6 GHz)  | 25x             | 45 nm 731 mil.         | 1,4 V           | 130 W           | 3-DDR3 1066     | 133 MHz         | 6,4 GT/s        | ---                  | L1=4x64KB L2=4x256KB L3=8MB  | Sì              | Sì              | Sì              | Sì              | Sì              | Sì              | Bloomfield      |
| Core i7-980X Extreme Edition   | 16 marzo 2010     | 1366            | 6               | 3,33 GHz (3,6 GHz)  | 25x             | 32 nm 1170 mil.        | 1,4 V           | 130 W           | 3-DDR3 1066     | 133 MHz         | 6,4 GT/s        | ---                  | L1=6x64KB L2=6x256KB L3=12MB | Sì              | Sì              | Sì              | Sì              | Sì              | Sì              | Gulftown        |
| Core i7-990X Extreme Edition   | 15 febbraio 2011  | 1366            | 6               | 3,47 GHz (3,73 GHz) | 26x             | 32 nm 1170 mil.        | 1,4 V           | 130 W           | 3-DDR3 1066     | 133 MHz         | 6,4 GT/s        | ---                  | L1=6x64KB L2=6x256KB L3=12MB | Sì              | Sì              | Sì              | Sì              | Sì              | Sì              | Gulftown        |
| Core i7-3960X Extreme Edition  | novembre 2011     | 2011            | 6               | 3,3 GHz             | 33x             | 22 nm 1.27 o 2.27 bil. | 1,4 V           | 130 W           | 4-DDR3 1600     | 100 MHz         | 5 GT/s          | 1x16, 2x8, 1x8 + 2x4 | L1=6x64KB L2=6x256KB L3=15MB | Sì              | Sì              | Sì              | Sì              | Sì              | Sì              | Sandy Bridge-E  |
| Core i7-3970X Extreme Edition  | novembre 2012     | 2011            | 6               | 3,5 GHz             | 35x             | 22 nm 1.27 o 2.27 bil. | 1,4 V           | 130 W           | 4-DDR3 1600     | 100 MHz         | 5 GT/s          | 1x16, 2x8, 1x8 + 2x4 | L1=6x64KB L2=6x256KB L3=15MB | Sì              | Sì              | Sì              | Sì              | Sì              | Sì              | Sandy Bridge-E  |
| Settore Mobile                 |                   |                 |                 |                     |                 |                        |                 |                 |                 |                 |                 |                      |                              |                 |                 |                 |                 |                 |                 |                 |
| Core i7-920XM Extreme Edition  | 23 settembre 2009 | Socket G1       | 4               | 2 GHz (3,2 GHz)     | 15x             | 45 nm 774 mil.         | 1.4 V           | 55 W            | 2-DDR3 1333     | 133 MHz         | 2,5 GT/s        | 1x16, 2x8            | L1=4x64KB L2=4x256KB L3=8MB  | Sì              | Sì              | Sì              | Sì              | Sì              | Sì              | Clarksfield     |
| Core i7-940XM Extreme Edition  | giugno 2010       | Socket G1       | 4               | 2,13 GHz (3,33 GHz) | 16x             | 45 nm 774 mil.         | 1.4 V           | 55 W            | 2-DDR3 1333     | 133 MHz         | 2,5 GT/s        | 1x16, 2x8            | L1=4x64KB L2=4x256KB L3=8MB  | Sì              | Sì              | Sì              | Sì              | Sì              | Sì              | Clarksfield     |
| Core i7-2920XM Extreme Edition | gennaio 2011      | Socket G2       | 4               | 2,5 GHz (3,5 GHz)   | 25x             | 32 nm 1,16 bil.        | 1.4 V           | 55 W            | 2-DDR3 1600     | 100 MHz         | 5 GT/S          | 1x16, 2x8, 1x8 + 2x4 | L1=4x64KB L2=4x256KB L3=8MB  | Sì              | Sì              | Sì              | Sì              | Sì              | Sì              | Sandy Bridge    |
| Core i7-2960XM Extreme Edition | settembre 2011    | Socket G2       | 4               | 2,7 GHz (3,7 GHz)   | 27x             | 32 nm 1,16 bil.        | 1.4 V           | 55 W            | 2-DDR3 1600     | 100 MHz         | 5 GT/S          | 1x16, 2x8, 1x8 + 2x4 | L1=4x64KB L2=4x256KB L3=8MB  | Sì              | Sì              | Sì              | Sì              | Sì              | Sì              | Sandy Bridge    |
| Core i7-3920XM Extreme Edition | aprile 2012       | Socket G2       | 4               | 2,9 GHz (3,8 GHz)   | 29x             | 22 nm 1.4 bil.         | 1.4 V           | 55 W            | 2-DDR3 1600     | 100 MHz         | 5 GT/S          | 1x16, 2x8, 1x8 + 2x4 | L1=4x64KB L2=4x256KB L3=8MB  | Sì              | Sì              | Sì              | Sì              | Sì              | Sì              | Ivy Bridge      |
| Core i7-3940XM Extreme Edition | settembre 2012    | Socket G2       | 4               | 3 GHz (3,9 GHz)     | 30x             | 22 nm 1.4 bil.         | 1.4 V           | 55 W            | 2-DDR3 1600     | 100 MHz         | 5 GT/S          | 1x16, 2x8, 1x8 + 2x4 | L1=4x64KB L2=4x256KB L3=8MB  | Sì              | Sì              | Sì              | Sì              | Sì              | Sì              | Ivy Bridge      |

### Logo

Il logo in uso fino al 2009
Il logo in uso dal 2009 al 2011 per le versioni mobile (prima generazione) e desktop
Il logo in uso dal 2011 per la versione mobile (seconda generazione) e desktop